# Майский сельсовет (Курганская область)
Ма́йский сельсовет — упразднённые административно-территориальная единица и муниципальное образование со статусом сельского поселения в Каргапольском районе Курганской области Российской Федерации.
Административный центр — посёлок Майский.
Законом Курганской области от 30.11.2021 № 136 был упразднён 17 декабря 2021 года в связи с преобразованием муниципального района в муниципальный округ.

## История
В соответствии с Законом Курганской области от 6 июля 2004 года № 419 сельсовет наделён статусом сельского поселения.

## Население
| 1989  | 2002  | 2010  | 2012  | 2013  | 2014  | 2015  |
| ----- | ----- | ----- | ----- | ----- | ----- | ----- |
| 2960  | ↘2459 | ↘2152 | ↘2075 | ↘2004 | ↘1925 | ↘1861 |
| 2016  | 2017  | 2018  | 2019  | 2020  |       |       |
| ↘1803 | ↘1794 | ↘1766 | ↘1743 | ↘1718 |       |       |

## Состав сельского поселения
| № | Населённый пункт | Тип населённого пункта          | Население |
| - | ---------------- | ------------------------------- | --------- |
| 1 | Березовка        | деревня                         | ↗2        |
| 2 | Бобылева         | деревня                         | ↘19       |
| 3 | Ватолино         | посёлок                         | ↘18       |
| 4 | Заречье          | деревня                         | ↘81       |
| 5 | Каргаполье       | посёлок                         | ↘933      |
| 6 | Комсомольская    | деревня                         | ↘120      |
| 7 | Майский          | посёлок, административный центр | ↗883      |
| 8 | Ударник          | деревня                         | ↘96       |